# Уэст, Джессамин
Мэри Джессамин Уэст (англ. Mary Jessamyn West; 18 июля 1902 г. — 23 февраля 1984 г.) — американская писательница, автор рассказов и романов, в частности «Дружеское увещевание» (1945). Родилась в квакерской семье, в штате Индиана. В 1919 году окончила среднюю школу Фуллертон Юнион (Калифорния), в 1923 году — Уиттьерский колледж, где в 1921 году участвовала в создании Палмеровского общества. В 1946 году в Уиттьерском колледже получила почетную степень доктора литературы. В 1975 году получила литературную премию имени Джанет Хайдингер Кафки.

## Личная жизнь
Дж. Уэст родилась в Верноне, штат Индиана, в семье Эльдо Роя Уэста и Грейс Анны Милхаус. У неё было два брата и сестра — Мерл, Мирон и Кармен. Через отца своей матери она приходится двоюродной сестрой Ричарду Никсону. Когда ей было шесть лет, её семья переехала в Калифорнию. Дом, в котором прошло её детство, назывался Вест Хоум. Он располагался в сельском районе Йорба Линда, том же, где проживала семья Никсонов. Уэст посещала занятия в воскресной школе, которые вел отец Никсона, Фрэнк. Его она описала как «пламенного убедительного учителя». Позже она писала, что версия социального евангелия Фрэнка Никсона склоняла её политически к социализму.

## Произведения
Первая публикация Уэст появилась в 1939 году. Это был короткий рассказ под названием «99,6» о её работе в санатории. Первый успех пришёл к ней благодаря публикации нескольких коротких рассказов в литературных журналах. Её первая книга была о квакерах Индианы, несмотря на то, что она выросла и всю свою взрослую жизнь жила в Калифорнии. В интервью она объяснила это так: «Я пишу об Индиане, потому что, зная о жизни там не очень много, я могу её создавать». Сравнивая себя с другими авторами, создававшими вымышленные вселенные, она отметила:
Филип Рот написал роман «Грудь» [история мужчины, превратившегося в женскую грудь]. Спросите его, как он мог это сделать, ведь он никогда не был женской грудью? Ричард Адамс написал «Обитатели холмов» [фэнтезийная роман-сказка о приключениях группы диких кроликов]. Не могли бы вы спросить его, как он мог это сделать? Он же признался, что его знания о кроликах почерпнуты из какой-то книги о кроликах. … Что уж говорить о хоббитах! … Я больше рискую, чем другие писатели. Жители Индианы могут опровергать написанное мною. Понятно, что ни один кролик или хоббит, никакая грудь ничего не скажут в ответ тем, кто использует их образы.
Её истории хотя и являются плодом воображения, в значительной степени основаны на рассказах её матери и бабушки о жизни в сельской Индиане. За основу образа семейной пары Бердуэллов из книг «Дружеское увещевание» и «Кроме меня и тебя» (Except for Me and Thee) взяты Джошуа и Элизабет Милхаус, прабабушка и прадедушка как писательницы, так и президента Никсона.

## «Дружеское увещевание»
«Дружеское увещевание» (1945 г.) — самая известная книга Дж. Уэст. Обозреватель Нью-Йорк Таймс Орвилл Прескотт назвал её «свежей и увлекательной, нежной и трогательной книгой, которая способна тронуть чувства даже черствых негодяев … В этом году было много более громких и заметных книг, но мало таких же бесспорных и приятных».
По роману режиссёр Уильям Уайлер в 1956 году поставил фильм «Дружеское увещевание» с Гэри Купером в главной роли. Фильм получил шесть номинаций на премию «Оскар» и в 1957 году получил «Золотую пальмовую ветвь» на Каннском кинофестивале. В автобиографической книге «Видеть мечту» Джессамин Уэст описывает свой опыт работы в качестве сценариста этого фильма.
По книге «Кроме меня и тебя», являющейся продолжением книги «Дружеского увещевания», в 1975 г. был снят телевизионный фильма с названием «Дружеское увещевание» с Ричардом Кайли в главной роли. Согласно его сюжету семья Бердуэллов помогает бежавшим рабам.